# حق المسلم
حَقّ المُسْلِمُ على أخيه المُسْلِمُ من أعظم وأجل الحقوق التي دعى إليها الدين الإسلامي الحنيف. حقوق المسلم على المسلم كثيرة، هي الحقوق التي شرعها الله تعالى للمسلم، وأمر بحفظها وصيانتها. ونهى عن انتهاكها. سواء كانت هذه الحقوق خاصة بالمسلم نفسه، أو في علاقة المسلم بأخيه.
والمسلم من طبعه انه اجتماعي. لذا أكد الإسلام على رابطة الأخوة واعتبرها أقوى رابطة بين المسلمين، عنها تصدر المحبة والرحمة والسلام والتعاون وووحدة الصف. فشرع له حقوقا فردية وأخرى اجتماعية..
- الحَقّ لغة:: النّصيب الواجب للفرد أو الجماعة. والجمع: حُقوق. وحقوق الله: ما يجب علينا لَهُ.

وحقوقُ الدّار: مَرَافِقُها.
المعجم الوسيط
- المُسْلِمُ: مَنْ صَدَّقَ برسالة سيدنا محمد ﷺ، وأَظْهَرَ الخضوع والقبول لها.المعجم الوسيط[3]

## مقدمة
مما شرعه الله تعالى أن عقد بين المسلمين أخوةً أوجب لها حقوقًا وواجبات وسننًا ومستحبات؛ والأخوة بين المسلمين هذه بينة وواضحة في قوله تعالى: في
سورة الحجرات: ﴿إِنَّمَا الْمُؤْمِنُونَ إِخْوَةٌ فَأَصْلِحُوا بَيْنَ أَخَوَيْكُمْ وَاتَّقُوا اللَّهَ لَعَلَّكُمْ تُرْحَمُونَ ۝١٠﴾ [الحجرات:10].
بعد تشريع الإسلام لكل الحقوق، اوجب على كل مسلم الحفاظ عليها من المساس والضياع.و اعتبر الكل مسؤول عن رعاية هذه الحقوق.
حرص رسـول اللّه ﷺ على إقامة روابط المحبة بين المسلم وأخيه ليوطد علاقة المسلمين بعضهم ببعض، ويقوي روابط الأخوة والمحبة بينهم، فأمر بأداء حقوق المسلم، وهي كثيرة، وقد أرشدنا الرسول ﷺ أشياء غالية في قيمتها سهلة في أدائها.
فكل من رضي بدين الإسلام دينا وجب عليه التزام هذا العقد وأداء ما يستوجبه. وهذه الأخوة الدينية نعمة عظيمة منَّ الله بها على عباده المؤمنين

## الادلة على حق المسلم

### من القرآن الكريم
- سورة النساء: ﴿وَاعْبُدُوا اللَّهَ وَلَا تُشْرِكُوا بِهِ شَيْئًا وَبِالْوَالِدَيْنِ إِحْسَانًا وَبِذِي الْقُرْبَى وَالْيَتَامَى وَالْمَسَاكِينِ وَالْجَارِ ذِي الْقُرْبَى وَالْجَارِ الْجُنُبِ وَالصَّاحِبِ بِالْجَنْبِ وَابْنِ السَّبِيلِ وَمَا مَلَكَتْ أَيْمَانُكُمْ إِنَّ اللَّهَ لَا يُحِبُّ مَنْ كَانَ مُخْتَالًا فَخُورًا ۝٣٦﴾ [النساء:36]
- سورة الحجرات: ﴿إِنَّمَا الْمُؤْمِنُونَ إِخْوَةٌ فَأَصْلِحُوا بَيْنَ أَخَوَيْكُمْ وَاتَّقُوا اللَّهَ لَعَلَّكُمْ تُرْحَمُونَ ۝١٠﴾ [الحجرات:10]
- سورة المائدة: ﴿يَا أَيُّهَا الَّذِينَ آمَنُوا لَا تُحِلُّوا شَعَائِرَ اللَّهِ وَلَا الشَّهْرَ الْحَرَامَ وَلَا الْهَدْيَ وَلَا الْقَلَائِدَ وَلَا آمِّينَ الْبَيْتَ الْحَرَامَ يَبْتَغُونَ فَضْلًا مِنْ رَبِّهِمْ وَرِضْوَانًا وَإِذَا حَلَلْتُمْ فَاصْطَادُوا وَلَا يَجْرِمَنَّكُمْ شَنَآنُ قَوْمٍ أَنْ صَدُّوكُمْ عَنِ الْمَسْجِدِ الْحَرَامِ أَنْ تَعْتَدُوا وَتَعَاوَنُوا عَلَى الْبِرِّ وَالتَّقْوَى وَلَا تَعَاوَنُوا عَلَى الْإِثْمِ وَالْعُدْوَانِ وَاتَّقُوا اللَّهَ إِنَّ اللَّهَ شَدِيدُ الْعِقَابِ ۝٢﴾ [المائدة:2]

### من السنة النبوية
- روى البخاري (1240) ومسلم (2162) عن أبي هُرَيْرَةَ رَضِيَ اللَّهُ عَنْهُ قَالَ سَمِعْتُ رَسُولَ اللَّهِ ﷺ يَقُولُ : ( حَقُّ الْمُسْلِمِ عَلَى الْمُسْلِمِ خَمْسٌ : رَدُّ السَّلَامِ وَعِيَادَةُ الْمَرِيضِ وَاتِّبَاعُ الْجَنَائِزِ وَإِجَابَةُ الدَّعْوَةِ وَتَشْمِيتُ الْعَاطِسِ )
- ورواه مسلم (2162) أيضا عَنْ أَبِي هُرَيْرَةَ أَنَّ رَسُولَ اللَّهِ ﷺ قَالَ : ( حَقُّ الْمُسْلِمِ عَلَى الْمُسْلِمِ سِتٌّ ) قِيلَ مَا هُنَّ يَا رَسُولَ اللَّهِ : قَالَ ( إِذَا لَقِيتَهُ فَسَلِّمْ عَلَيْهِ وَإِذَا دَعَاكَ فَأَجِبْهُ وَإِذَا اسْتَنْصَحَكَ فَانْصَحْ لَهُ وَإِذَا عَطَسَ فَحَمِدَ اللَّهَ فَشَمِّتْهُ وَإِذَا مَرِضَ فَعُدْهُ وَإِذَا مَاتَ فَاتَّبِعْهُ ) .
- وَمِنْهَا : حَدِيثه الْآخَر «خَمْس تَجِب لِلْمُسْلِمِ عَلَى أَخِيهِ» وَقَدْ تَقَدَّمَ . وَمِنْهَا : حَدِيث سَالِم بْن عُبَيْد , وَفِيهِ «وَلْيَقُلْ لَهُ مَنْ عِنْده : يَرْحَمك اللَّه»
- وَمِنْهَا : مَا رَوَاهُ التِّرْمِذِيّ عَنْ عَلِيّ قَالَ : قَالَ رَسُول اللَّه صَلَّى اللَّه عَلَيْهِ وَسَلَّمَ «لِلْمُسْلِمِ عَلَى الْمُسْلِم سِتّ بِالْمَعْرُوفِ : يُسَلِّم عَلَيْهِ إِذَا لَقِيَهُ , وَيُجِيبهُ إِذَا دَعَاهُ , وَيُشَمِّتهُ إِذَا عَطَسَ وَيَعُودهُ إِذَا مَرِضَ وَيَتْبَع جَنَازَته إِذَا مَاتَ , وَيُحِبّ لَهُ مَا يُحِبّ لِنَفْسِهِ» وَقَالَ هَذَا حَدِيث حَسَن قَدْ رُوِيَ مِنْ غَيْر وَجْه عَنْ النَّبِيّ صَلَّى اللَّه عَلَيْهِ وَسَلَّمَ , وَقَدْ تَكَلَّمَ بَعْضهمْ فِي الْحَارِث الْأَعْوَر , وَفِي الْبَاب عَنْ أَبِي هُرَيْرَة , وَأَبِي أَيُّوب وَالْبَرَاء , وَأَبِي مَسْعُود
- مَا رَوَاهُ التِّرْمِذِيّ عَنْ أَبِي أَيُّوب . أَنَّ رَسُول اللَّه ﷺ قَالَ «إِذَا عَطَسَ أَحَدكُمْ فَلْيَقُلْ : الْحَمْد لِلَّهِ , وَلْيَقُلْ : عَلَى كُلّ حَال , وَلْيَقُلْ الَّذِي يَرُدّ عَلَيْهِ يَرْحَمك اللَّه , وَلْيَقُلْ هُوَ : يَهْدِيكُمْ اللَّه وَيُصْلِح بَالكُمْ» .

فَهَذِهِ أَرْبَع طُرُق مِنْ الدَّلَالَة . أَحَدها : التَّصْرِيح بِثُبُوتِ وُجُوب التَّشْمِيت بِلَفْظِهِ الصَّرِيح الَّذِي لَا يَحْتَمِل تَأْوِيلًا . الثَّانِي : إِيجَابه بِلَفْظِ الْحَقّ . الثَّالِث : إِيجَابه بِلَفْظَةِ " عَلَى " الظَّاهِرَة فِي الْوُجُوب . الرَّابِع : الْأَمْر بِهِ , وَلَا رَيْب فِي إِثْبَات وَاجِبَات كَثِيرَة بِدُونِ هَذِهِ الطُّرُق , وَاَللَّه تَعَالَى أَعْلَم".

## حق المسلم على المسلم
حقوق المسلم على المسلم كثيرة، منها ما هو واجب عيني، يجب على كل أحد، فلو تركه أثم، ومنها ما هو واجب كفائي، إذا قام به البعض سقط إثمه عن الباقين، ومنها ما هو مستحب غير واجب، ولا يأثم المسلم بتركه.
- قال الشوكاني :

«وَالْمُرَادُ بِقَوْلِهِ: (حَقُّ الْمُسْلِمِ) أَنَّهُ لَا يَنْبَغِي تَرْكُهُ وَيَكُونُ فِعْلُهُ إمَّا وَاجِبًا أَوْ مَنْدُوبًا نَدْبًا مُؤَكَّدًا شَبِيهًا بِالْوَاجِبِ الَّذِي لَا يَنْبَغِي تَرْكُهُ، وَيَكُونُ اسْتِعْمَالُهُ فِي الْمَعْنَيَيْنِ مِنْ بَابِ اسْتِعْمَالِ الْمُشْتَرَكِ فِي مَعْنَيَيْهِ، فَإِنَّ الْحَقَّ يُسْتَعْمَلُ فِي مَعْنَى الْوَاجِبِ، كَذَا ذَكَرَهُ ابْنُ الْأَعْرَابِيِّ، وَكَذَا يُسْتَعْمَلُ فِي مَعْنَى الثَّابِتِ وَمَعْنَى اللَّازِمِ وَمَعْنَى الصِّدْقِ وَغَيْرِ ذَلِكَ وَقَالَ ابْنُ بَطَّالٍ: الْمُرَادُ بِالْحَقِّ هُنَا الْحُرْمَةُ وَالصُّحْبَةُ.» انتهى من «نيل الأوطار» (4/21).

### 1-رَدّ السلام
واجب إذا كان السلام على واحد، وإذا كان على جماعة كان فرضا على الكفاية، أما ابتداء السلام فالأصل فيه أنه سنة، جاء في «الموسوعة الفقهية» (11/314):
" ابْتِدَاءُ السَّلاَمِ سُنَّةٌ مُؤَكَّدَةٌ، لِقَوْلِهِ ﷺ : (أَفْشُوا السَّلاَمَ بَيْنَكُمْ) وَيَجِبُ الرَّدُّ إِنْ كَانَ السَّلاَمُ عَلَى وَاحِدٍ. وَإِنْ سَلَّمَ عَلَى جَمَاعَةٍ فَالرَّدُّ فِي حَقِّهِمْ فَرْضُ كِفَايَةٍ، فَإِنْ رَدَّ أَحَدُهُمْ سَقَطَ الْحَرَجُ عَنِ الْبَاقِينَ، وَإِنْ رَدَّ الْجَمِيعُ كَانُوا مُؤَدِّينَ لِلْفَرْضِ، سَوَاءٌ رَدُّوا مَعًا أَوْ مُتَعَاقِبِينَ، فَإِنِ امْتَنَعُوا كُلُّهُمْ أَثِمُوا لِخَبَرِ؛ حَقُّ الْمُسْلِمِ عَلَى الْمُسْلِمِ خَمْسٌ: رَدُّ السَّلاَمِ.
ولفظ السلام الكامل هو: (السلام عليك ورحمة الله وبركاته) إن كان فرداً، وإن كانوا جماعة أتي بضمير الجمع. ويكون رد السلام بمثله أو أحسن منه، وينبغي أن يسلم القائم على القاعد ، والقليل على الكثير ، والراكب على الماشي ، كما وردت بذلك السنة.

### 2-عيادة المريض
وأما عيادة المريض ففرض كفاية ، قال الشيخ ابن عثيمين: «عيادة المريض فرض كفاية».
(وإذا مرض فعده) أي إذا مرض فإن من حقه عليك أن تزوره، وأنت في زيارته لم تزل في خرفة من خرف الجنة، فعن ثوبان عن النبي ﷺ قال: (إن المسلم إذا عاد أخاه المسلم لم يزل في خرفة الجنة حتى يرجع). قيل: يا رسول الله وما خرفة الجنة؟ قال: (جناها). ويستحب له إذا زاره أن يقعد جنب رأسه، وأن يدعو له بما كان النبي يدعو لمن يزوره، فعن ابن عباس (رضي الله عنه) أن رسول الله ﷺ دخل على رجل يعوده فقال: ((لا بأس طهور إن شاء الله)) الحديث.. وعن ابن عباس عن النبي ﷺ قال: ((من عاد مريضا لم يحضر أجله فقال عنده سبع مرار: أسأل الله العظيم رب العرش العظيم أن يشفيك إلا عافاه الله من ذلك المرض)).

### 3- تشييع الجنازة
وأما تشييع الجنازة ففرض كفاية أيضا ((وإذا مات فاتبعه)) أي إذا مات فاتبع جنازته حتى تصلي عليه، فإن صحبته إلى الدفن كان أولى، لحديث أبي هريرة (ض) قال: قال رسول الله ﷺ: ((من شهد الجنازة حتى يصلي فله قيراط، ومن شهد حتى تدفن كان له قيراطان)). قيل: وما القيراطان؟ قال: ((مثل الجبلين العظيمين)).

### 4-إجابة الدعوة
إجابة الدعوة: فإن كانت إلى وليمة عرس فالجمهور على وجوب إجابتها إلا لعذر شرعي. أما إن كانت لغير وليمة العرس فالجمهور على أنها مستحبة فإذا دعاك إلى وليمة كعرس، وجب عليك إجابة الدعوة إذا لم يوجد عذر، أو مانع من الحضور، كأن يوجد مثلاً في تلك الوليمة بعض المخالفات الشرعية من سماع لما حرم الله، أو ما أشبه ذلك، ولا يقدر على تغيير تلك المخالفات، أو التقليل منها، فإنه والحالة هذه لا يجب عليه إجابة الدعوة. أما في غير هذه الدعوة من أنواع الدعوات الأخرى فإنه لا يجب عليه إجابة الدعوة، وإنما يستحب استحباباً مؤكداً.
فأما الامتناع عن الإجابة عند وجود المنكرات في الوليمة أو غيرها فقد دل عليه قوله تعالى: في سورة الفرقان: ﴿وَالَّذِينَ لَا يَشْهَدُونَ الزُّورَ وَإِذَا مَرُّوا بِاللَّغْوِ مَرُّوا كِرَامًا ۝٧٢﴾ [الفرقان:72]. وقوله: في سورة الأنعام: ﴿وَإِذَا رَأَيْتَ الَّذِينَ يَخُوضُونَ فِي آيَاتِنَا فَأَعْرِضْ عَنْهُمْ حَتَّى يَخُوضُوا فِي حَدِيثٍ غَيْرِهِ وَإِمَّا يُنْسِيَنَّكَ الشَّيْطَانُ فَلَا تَقْعُدْ بَعْدَ الذِّكْرَى مَعَ الْقَوْمِ الظَّالِمِينَ ۝٦٨﴾ [الأنعام:68]. وغير ذلك من النصوص المحذرة من القعود والحضور للأماكن التي فيها منكرات ومخالفات شرعية تغضب الله تعالى.

### 5- تشميت العاطس
وأما تشميت العاطس فقد اختلف في حكمه.
- جاء في "الموسوعة الفقهية" (4/22): "وَهَذَا التَّشْمِيتُ سُنَّةٌ عِنْدَ الشَّافِعِيَّةِ .

وَفِي قَوْلٍ لِلْحَنَابِلَةِ وَعِنْدَ الْحَنَفِيَّةِ هُوَ وَاجِبٌ .
وَقَالَ الْمَالِكِيَّةُ ، وَهُوَ الْمَذْهَبُ عِنْدَ الْحَنَابِلَةِ بِوُجُوبِهِ عَلَى الْكِفَايَةِ. وَنُقِلَ عَنِ الْبَيَانِ أَنَّ الأَشْهَرَ أَنَّهُ فَرْضُ عَيْنٍ، لِحَدِيثِ «كَانَ حَقًّا عَلَى كُلِّ مُسْلِمٍ سَمِعَهُ أَنْ يَقُولَ لَهُ: يَرْحَمُكَ اللَّهُ» انتهى. تكتمل صورة الاخوة الإسلامية عندما يرد عليه العاطس بقوله: يهديكم اللّه ويصلح بالكم.
وأظهر الأقوال أنه واجب على من سمع حمد العاطس لله؛ لما رواه البخاري (6223) عَنْ أَبِي هُرَيْرَةَ رَضِيَ اللَّهُ عَنْهُ عَنْ النَّبِيِّ صَلَّى اللَّهُ عَلَيْهِ وَسَلَّمَ قال: (إِنَّ اللَّهَ يُحِبُّ الْعُطَاسَ وَيَكْرَهُ التَّثَاؤُبَ، فَإِذَا عَطَسَ فَحَمِدَ اللَّهَ فَحَقٌّ عَلَى كُلِّ مُسْلِمٍ سَمِعَهُ أَنْ يُشَمِّتَهُ).
قال ابْن الْقَيِّم رَحِمَهُ اللَّه: وَقَدْ تَقَدَّمَ حَدِيث أَبِي هُرَيْرَة وَفِيهِ «فَإِذَا عَطَسَ أَحَدكُمْ، وَحَمِدَ اللَّه، كَانَ حَقًّا عَلَى كُلّ مُسْلِم سَمِعَهُ أَنْ يَقُول: يَرْحَمك اللَّه». وَتَرْجَمَ التِّرْمِذِيّ عَلَى حَدِيث أَنَس (بَاب مَا جَاءَ فِي إِيجَاب التَّشْمِيت بِحَمْدِ الْعَاطِس) وَهَذَا يَدُلّ عَلَى أَنَّهُ وَاجِب عِنْده، وَهُوَ الصَّوَاب، لِلْأَحَادِيثِ الصَّرِيحَة الظَّاهِرَة فِي الْوُجُوب مِنْ غَيْر مُعَارِض
وأما إذا عَطَسَ ولم يحمد اللّه تعالى فأنه لا يُشمّت، وكذا لو حمد اللّه تعالى ولم يسمعه الإِنسان لا يشمّته .ولكنه إذا لم يحمد الله أصلاً استحب لمن عنده أن يذكره الحمد، كما ذكر ذلك النووي . وأما إذا عطس اليهودي أو النصراني، أو ما شابههما، فلا يدعو له بالرحمة، وإنما يدعو له بالهداية، لحديث أبي موسى الأشعري قال: كانت اليهود يتعاطسون عند النبي ﷺ رجاء أن يقول: يرحمكم الله، فكان يقول: ((يهديكم الله، ويصلح بالكم)).

### 6- اسداء النصح
أما نصحه إذا استنصحه: فالأظهر في النصيحة أنها واجبة على الكفاية . قال ابن مفلح رحمه الله:
«وَظَاهِرُ كَلَامِ أَحْمَدَ وَالْأَصْحَابِ وُجُوبُ النُّصْحِ لِلْمُسْلِمِ، وَإِنْ لَمْ يَسْأَلْهُ ذَلِكَ، كَمَا هُوَ ظَاهِرُ الْإِخْبَارِ..» انتهى من «الآداب الشرعية» لابن مفلح (1/307).
وقال الملا علي القاري :
«(وإذا استنصحك) أي طلب منك النصيحة (فانصح له) وجوباً، وكذا يجب النصح وإن لم يستنصحه» انتهى من «مرقاة المفاتيح» (5/213).
وقال الحافظ ابن حجر:
«وَقَدْ تَبَيَّنَ أَنَّ مَعْنَى الْحَقِّ هُنَا الْوُجُوب، خلافًا لقَوْل بن بَطَّالٍ الْمُرَادُ حَقُّ الْحُرْمَةِ وَالصُّحْبَةِ وَالظَّاهِرُ أَنَّ الْمُرَادَ بِهِ هُنَا وُجُوبُ الْكِفَايَةِ» انتهى من «فتح الباري» (3/113).

## الفوائـد التي تجنى من حقوق المسلم
1. عظم شأن المسلم عند اللّه تعالى.
2. الحض على كل ما يؤدي إلى وحـدة المسلمـين وتقارب قلوبهم.
3. بيان حق المسلم في حياته وبعد موته وعدم الاستهانة به.
4. ستر المسلمين قال تعالى: ﴿لا يُحِبُّ اللَّهُ الـْجَهْرَ بِالسُّوءِ مِنَ الْقَوْلِ﴾، فكل ما كان سيئًا من القول فالجهر به لا يحبه الله عز وجل، لأن هذا فيه نشر للرذيلة بين العباد، فإذا أذنب شخص ذنبًا أو ارتكب كبيرة، كأن قتل نفسًا بغير حق، أو زنا أو سرق، فباب التوبة مفتوح للعبد.
5. التودد وإظهار المحبة والألفة.
6. الحب في الله قال ﷺ: «إن أوثق عرى الإسلام أن تحب في الله وتبغض في الله»؛ وتحقيقه في واقعنا هو المقياس الشرعي السديد تجاه الناس بشتى أنواعهم، والحب في الله والبغض في الله هو الحصن الحصين لعقائد المسلمين وأخلاقهم.

هذه من حقـوق المسلم على أخيه المسلم ينبغي مراعـاتها والمحافظة عليها لآثارها الإيجابية في المجتمع الإسلامي.

## مقالات ذات صلة
| - القرآن الكريم - الإسلام - أركان الإسلام - توحيد | - محمد بن عبد الله - مسلم سني - دراسات إسلامية - مسلم |

## وصلات خارجية
- http://ar.islamway.net/lesson/24914
- http://annabaa.org/nba63/mnhiqoq.htm
- الفتاوى الإسلامية.
- دليل المواقع الإسلامية المتكامل.
- الشبكة الإسلامية.
- موقع الإسلام موقع متعدد اللغات.
- الموسوعة الحديثية الإلكترونية